# Saint-Pierre-des-Fleurs
Saint-Pierre-des-Fleurs ist eine französische Gemeinde mit 1.688 Einwohnern (Stand: 1. Januar 2022) im Département Eure in der Region Normandie. Sie gehört zum Arrondissement Bernay und zum Kanton Grand Bourgtheroulde.

## Geografie
Saint-Pierre-des-Fleurs liegt in Nordfrankreich etwa 25 Kilometer südsüdwestlich von Rouen. Im Süden des Gemeindegebietes verläuft das Flüsschen Oison. Umgeben wird Saint-Pierre-des-Fleurs von den Nachbargemeinden Le Thuit-Signol im Westen und Norden, Le Thuit-Anger im Norden und Nordosten, La Saussaye im Osten, Le Bec-Thomas im Südosten und Süden sowie Saint-Ouen-de-Pontcheuil im Südwesten.

## Bevölkerungsentwicklung
| Einwohner                  | 269 | 467 | 668 | 1110 | 1132 | 1249 | 1269 | 1614 |
| Quellen: Cassini und INSEE |     |     |     |      |      |      |      |      |

## Sehenswürdigkeiten
- Kirche Saint-Pierre